# Paroxystoglossa andromache
Paroxystoglossa andromache är en biart som först beskrevs av Carlos Schrottky 1909.  Paroxystoglossa andromache ingår i släktet Paroxystoglossa och familjen vägbin. Inga underarter finns listade i Catalogue of Life.